# Michail Bakunin
Michail Aleksandrovič Bakunin (IPA: [mʲɪxɐˈil ɐlʲɪkʲsɐnʲtrəˈfit͡ɕ bɐˈkunʲɪn]; in russo Михаи́л Алекса́ндрович Баку́нин?; Prjamuchino, 30 maggio 1814, 18 maggio del calendario giuliano – Berna, 1º luglio 1876) è stato un anarchico, filosofo e rivoluzionario russo, considerato uno dei fondatori dell'anarchismo moderno, assieme a Pierre-Joseph Proudhon e Pëtr Alekseevič Kropotkin.
Fu autore di molti scritti, tra i quali Stato e anarchia e L'impero knouto-germanico.

Firma

(M. Bakunin, La Comune di Parigi e la nozione dello Stato)

## Biografia

### La formazione
Bakunin nacque nel piccolo villaggio di Prjamuchino, presso Tver'. Figlio di nobili proprietari terrieri, frequentò la scuola di artiglieria di Pietroburgo. Prima a Mosca e poi a Dresda, si appassionò alla filosofia e in particolare agli scritti di Schelling e Hegel, e venne a contatto con le concezioni libertarie di Proudhon, anche se in questa fase prevalevano in lui concezioni di stampo panslavista.
L'evento che cambiò la sua vita fu però l'insurrezione di Dresda del 1849, o sollevazione di maggio, un evento afferente alla "Primavera dei popoli", durante la quale gli fu compagno di lotta il compositore tedesco Richard Wagner. Catturato dalle truppe sassoni, il 14 gennaio 1850 fu condannato alla pena di morte, commutata in ergastolo. Nel 1851 fu trasferito nella fortezza di Pietro e Paolo a San Pietroburgo. Ivi, su richiesta del conte Orlov, scrisse una confessione allo zar Nicola I. Nel 1857 la pena fu commutata in esilio a vita in Siberia. Da qui, nel 1861, riuscì a scappare, attraverso il Giappone e gli Stati Uniti.

### In Italia

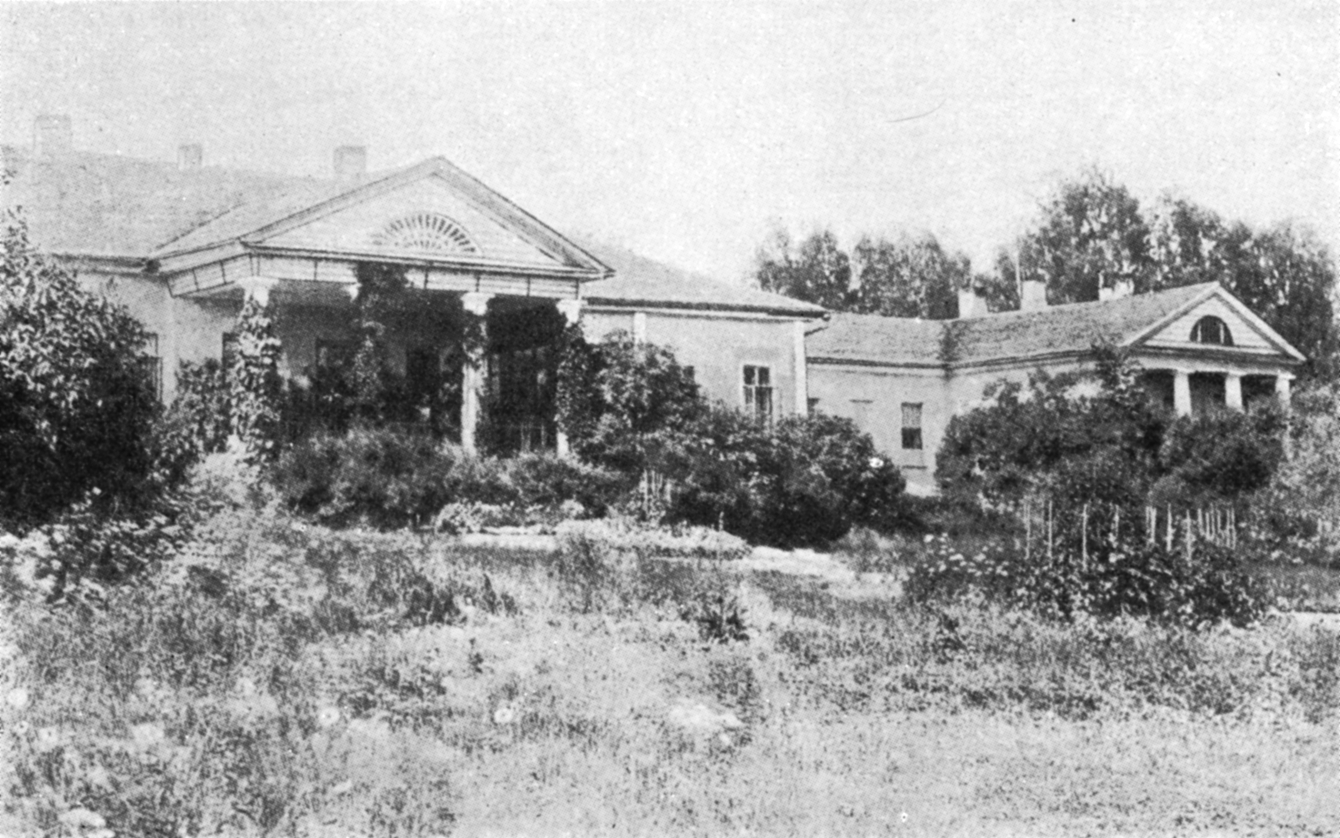
La casa natale di Bakunin a Prjamuchino

In un colloquio con Karl Marx avvenuto a Londra il 3 novembre 1864, i due rivoluzionari concordarono che Bakunin si sarebbe adoperato in Italia per cercare adesioni all'Associazione Internazionale dei Lavoratori, costituita da poche settimane, e per scalzare l'influenza di Mazzini, allora predominante nelle società operaie.
Quello stesso anno si stabilì a Firenze e nel 1865 iniziò il suo soggiorno a Napoli, dove fondò il giornale Libertà e giustizia e organizzò una associazione segreta (di cui poco si sa) denominata Fratellanza internazionale.
Sono di questo periodo i primi articoli contro la visione statalista di Giuseppe Mazzini, suo grande avversario. Riguardo ai suoi rapporti con la Massoneria, risulta che il pensatore russo, durante la sua permanenza a Firenze, fosse affiliato alla loggia "Progresso sociale", Valle dell'Arno, e che tra il 21 e il 23 maggio 1864 rappresentò il Conclave di Firenze alla quarta Assemblea costituente che elesse Gran maestro Giuseppe Garibaldi, il quale il 22 gennaio gli aveva conferito a Caprera il 30º grado (Kadosh) del Rito scozzese antico ed accettato (e aveva scritto a Lodovico Frapolli di "régulariser sa position"). Risulta anche che avesse avuto precedenti esperienze massoniche in Svezia nel 1845.
Nel 1867 partecipò al primo congresso internazionale della Lega della Pace e della Libertà, indetto a Ginevra da un comitato di liberali per discutere del "mantenimento della libertà, della giustizia e della pace", con l'illusione che il socialismo rivoluzionario avrebbe fatto breccia nell'associazione. Ma dopo il 2º congresso, il 25 settembre del 1868, la fazione dei socialisti rivoluzionari si scisse dalla Lega, costituendo la Alleanza Internazionale della Democrazia Socialista, che chiese formalmente di essere ammessa come gruppo a parte nell'Associazione Internazionale dei Lavoratori. La richiesta venne accolta, ma alla precisa condizione che l'Alleanza si sciogliesse e aderissero all'Internazionale le singole sezioni locali.. Nel 1869 avallò, attraverso il ruolo organizzativo di Carlo Gambuzzi, l'anticoncilio anticlericale di Napoli, svoltosi in opposizione al Concilio Vaticano I.
Durante la guerra franco-prussiana, nel 1871 tentò di fomentare una sommossa popolare a Lione. L'opera di Bakunin in Italia venne facilitata dagli eventi della Comune di Parigi, che diedero enorme popolarità all'Internazionale e portarono alla definitiva rottura con Mazzini. Mazzini infatti condannò l'insurrezione parigina, vedendo in essa la negazione dell'idea di nazione; Bakunin al contrario la difese come modello di rivoluzione antiautoritaria e federalista (concezione libertaria). Nell'aspra polemica che ne seguì, furono numerosi i mazziniani che presero posizione a favore di Bakunin, affluendo nei nascenti gruppi della Prima internazionale.

### Lo scontro con Marx

La tomba di Bakunin a Berna

All'interno della Prima internazionale Bakunin si trovò rapidamente in conflitto con Karl Marx: Marx sosteneva infatti la necessità di rafforzare i poteri del Consiglio generale dell'organizzazione ed il primato dell'azione politica in vista della nascita di uno Stato proletario, Bakunin difendeva al contrario la piena autonomia delle federazioni nazionali, poneva in primo piano la lotta economica e una rivoluzione che avrebbe dovuto sfociare in un'organizzazione federalista di libere comuni.
Nel settembre 1871, nell'impossibilità di tenere il previsto congresso, si tenne a Londra una conferenza dell'Internazionale in cui, anche grazie alla scarsa presenza di delegati bakuninisti impossibilitati a intervenire a causa degli eventi francesi, venne approvata una risoluzione favorevole alla creazione di partiti politici. Contro queste deliberazioni, nel novembre 1871 i delegati della Fédération Jurassienne e alcuni espatriati si riunirono a Sonvilier e approvarono una circolare in cui accusavano Marx di voler "introdurre nell'Internazionale lo spirito autoritario" attraverso una rigida centralizzazione.
Dopo la decisione del Consiglio generale di convocare il congresso dell'Internazionale all'Aia (una località difficilmente raggiungibile per i bakuninisti che avevano le loro posizioni di forza nell'Europa meridionale), anche la federazione italiana decise, nella Conferenza di Rimini, il pieno appoggio alle posizioni di Bakunin. Al congresso dell'Aia del 1872 Bakunin fu espulso dalla Associazione internazionale dei lavoratori con l'accusa, tra l'altro, di aver mantenuto segretamente in vita l'Alleanza Internazionale per la Democrazia Socialista (che si era impegnato formalmente a sciogliere). Nel 1872, a Saint-Imier, organizzò, con le sezioni "ribelli" dell'Internazionale, il primo congresso dell'Internazionale anti-autoritaria, che segnò definitivamente la spaccatura della Prima internazionale in due tronconi. Nel 1873 scrisse la sua unica opera completa, Stato e anarchia.

### Gli ultimi anni
Nel 1874 si trasferì con la giovane moglie Antonia Kwiatkowska in Svizzera, a Minusio, nella villa La Baronata, acquistata per ospitarlo da Carlo Cafiero, che vendette dei suoi possedimenti a Barletta per raccogliere il denaro necessario. Morì a Berna il 1º luglio 1876. Bakunin ebbe tre figli: Carlo, Sofia (madre del matematico Renato Caccioppoli) e Maria. Quest'ultima nacque in Siberia, dove la moglie di Bakunin si era rifugiata dopo che lui era stato espulso dalla Francia.

## Il pensiero
(Michail A. Bakunin, Stato e anarchia, pp. 162-163.)

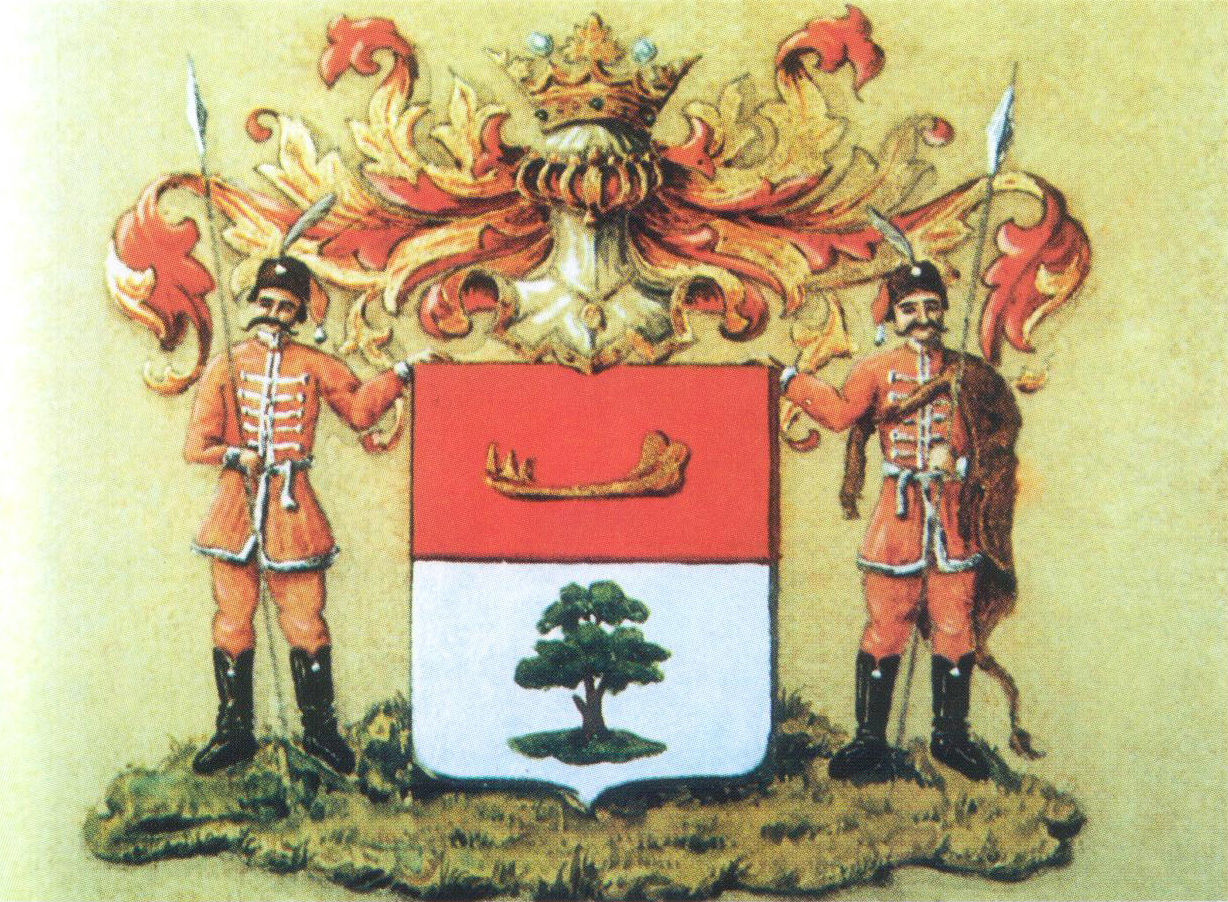
Stemma della famiglia Bakunin

In apparenza asistematico, il pensiero di Bakunin ruota attorno a due idee fondamentali, quella di natura (come materia) e quella di libertà. La natura è per lui la sintesi di vita, solidarietà, causalità portati all'universalità; essa, quindi, unisce l'inorganico, l'organico e il vivente, con l'uomo al suo vertice.
Nel 1871 in Il sistema del mondo egli scrive che: «La Causalità universale, la Natura, crea i mondi. Essa ha determinato la configurazione meccanica, fisica, chimica, geologica e geografica della nostra terra e, dopo avere rivestito la sua superficie di tutti gli splendori della vita vegetale e animale, continua a "creare", nel mondo umano, la società con tutti i suoi sviluppi passati, presenti e futuri»..
Il materialismo di Bakunin è ateo, monistico e deterministico; egli ha dell'universo una concezione armonicistica e unitaria, secondo la quale tutto si concatena e progredisce insieme, dove le leggi che governano la materia bruta sono armonizzate con quelle che promuovono lo sviluppo dello spirito umano. E quindi ne deriva che: "Le leggi dell'equilibrio, della combinazione e dell'azione reciproca delle forze e del movimento meccanico; le leggi del peso, del calore, della vibrazione dei corpi, della luce, dell'elettricità, come quelle della composizione e scomposizione chimica dei corpi, sono assolutamente inerenti a tutte le cose che esistono, comprese le diverse manifestazioni del sentimento, della volontà e dello spirito. Queste tre cose, costituenti propriamente il mondo ideale dell'uomo, non sono che funzioni totalmente materiali della materia organizzata e viva, nel corpo dell'animale in generale e in quello dell'animale umano in particolare. Di conseguenza, tutte queste leggi sono leggi generali, a cui sono sottomessi tutti gli ordini conosciuti e ignoti dell'esistenza reale del mondo".
Affermava Bakunin nel 1873: "La vita, in quanto movimento concretamente razionale, è nel mondo della scienza la marcia dal fatto reale all'idea che lo abbraccia, che lo esprime e che di conseguenza lo spiega; e nel mondo pratico è il movimento che va dalla vita sociale verso la sua organizzazione più razionale possibile conformemente alle indicazioni, alle condizioni, alle necessità e alle esigenze più o meno spontanee di quella medesima vita" (Stato e anarchia).
Questo determinismo radicale contrasta ed è parzialmente incoerente con un'idea di libertà umana che appare simile a quella degli Stoici, una libertà di fare ciò che è già scritto nel destino delle leggi della materia. Perciò Bakunin incoerentemente "stacca" l'uomo dalla cieca natura in base al fatto che l'uomo "ha bisogno di conoscere", e allora da questo bisogno nasce un'istanza di libertà. L'uomo nasce e vive nel bisogno, in quanto animale, ma in quanto essere pensante è libero di progredire indipendentemente dalla natura materiale che lo fonda. La spinta intima a voler conoscere sé e il mondo fa dell'uomo, necessitato per natura, un essere che si fa libero di determinare il proprio destino.
Il massimo della libertà umana sta nel fare la rivoluzione e cambiare il sistema umano ingiusto che si è determinato nella storia passata. La libertà dalle contingenze e dagli abusi è il bene supremo che il rivoluzionario deve cercare a qualunque costo, e Bakunin dice allora: "l'uomo [...] deve conoscere tutte le cause della propria esistenza e della propria evoluzione, affinché possa comprendere la propria natura e la propria missione...". L'uomo quindi ha una missione da compiere, e tale missione, non potendo per un materialista ateo essere Dio ad affidargliela, non può che essere la Natura.
La Natura però è a sua volta necessitata dalle leggi fisiche, e perciò non libera. Ma Bakunin sorvola su tutti questi problemi e incoerenze, concludendo che ciò è possibile per l'uomo nuovo e rivoluzionario: "Affinché, in questo mondo di cieca fatalità, egli possa inaugurare il mondo umano, il mondo della libertà". Se sul piano filosofico le manchevolezze sono evidenti, Bakunin trova una certa coerenza spostandosi sul piano sociologico, sulla base del principio di natura e negativo per cui: "Nel mondo naturale i forti vivono e i deboli soccombono, e i primi vivono solo perché gli altri soccombono".

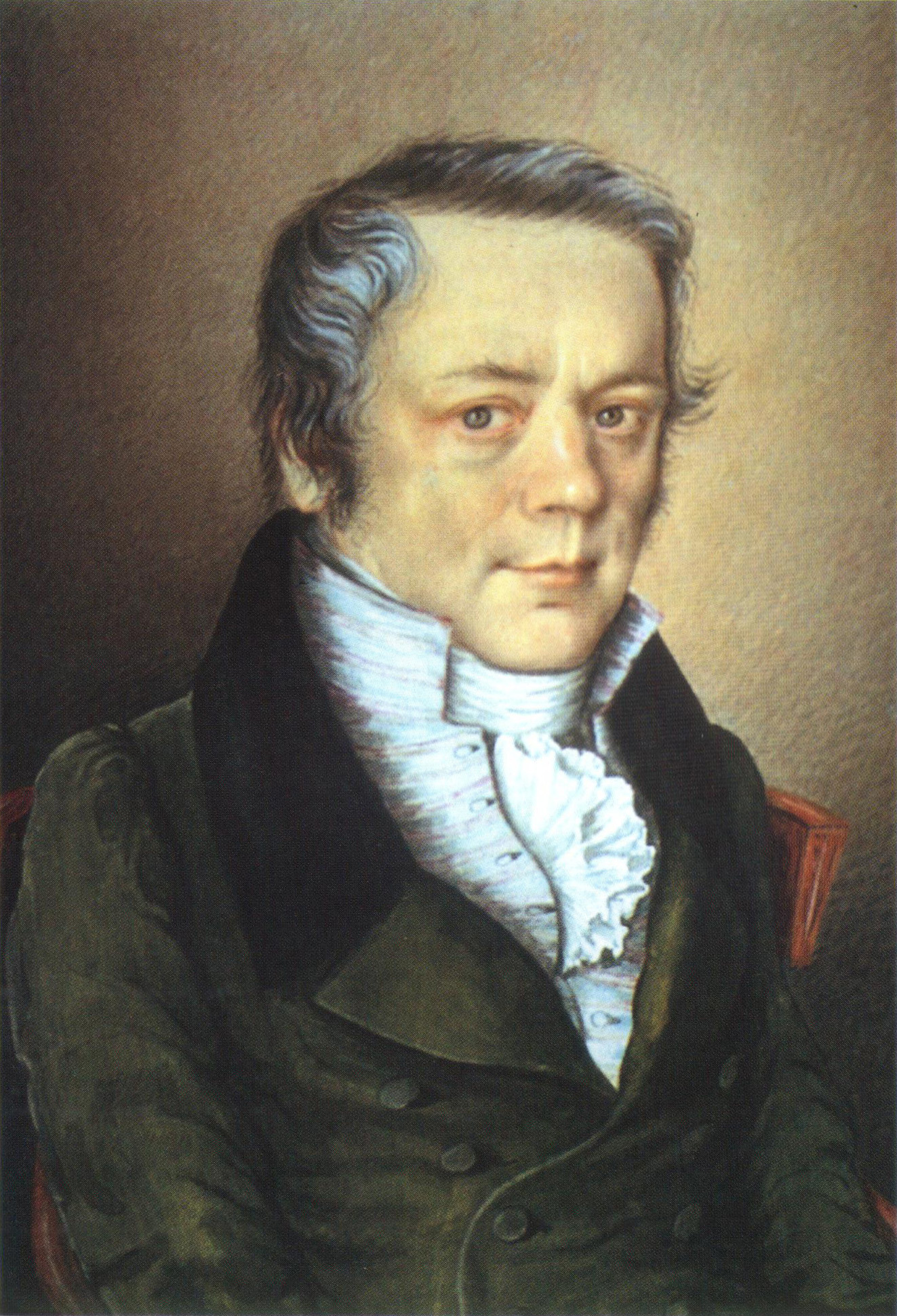
Alexander M. Bakunin, padre di Michail

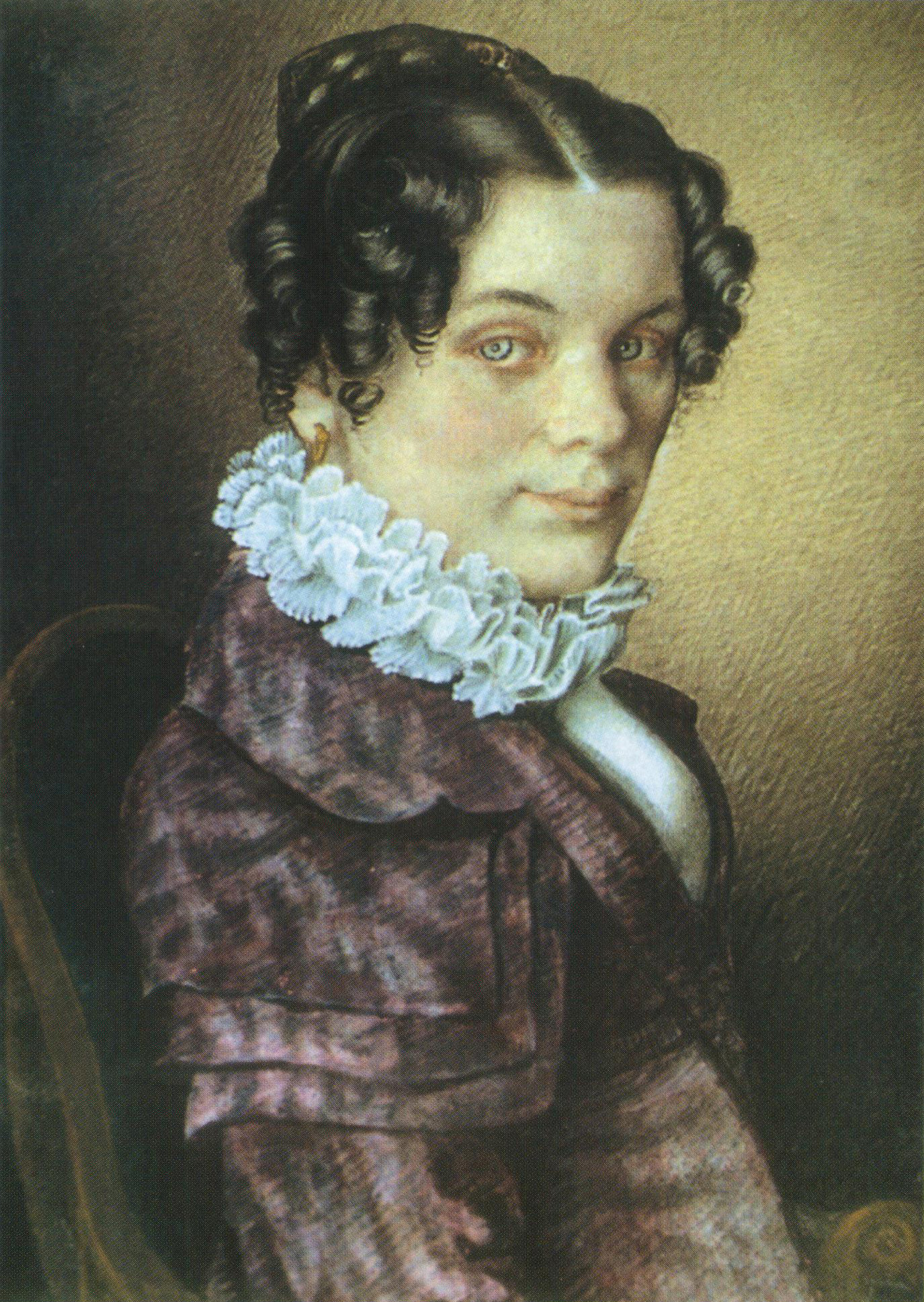
Varvara A. Bakunina, madre di Michail

Nella guerra crudele dei forti per dominare e per sfruttare i deboli, l'uomo giusto, il rivoluzionario, ha la "missione" inderogabile di cambiare le cose e controbilanciare l'arroganza dei forti e dei potenti. Il mondo della libertà umana è perciò un mondo basato sull'eguaglianza, che è la condizione prima di ogni umanità armonica e giusta. La libertà dal bisogno è infatti irrealizzabile senza l'uguaglianza di fatto (uguaglianza sociale, politica, ma soprattutto economica). I fenomeni che spingono gli uomini all'ineguaglianza e alla schiavitù sono due: lo Stato e il Capitale. Abbattuti questi, grazie a una rivoluzione strettamente popolare, si giunge all'Anarchia, ma essa è foriera di un nuovo ordine sociale più avanzato, senza classi.
Ma per conseguire la libertà dai ciechi meccanismi della natura bisogna "agire". L'azione diventa perciò per Bakunin il corrispettivo umano del movimento degli enti e dei sistemi fisici e biologici. Il produrre progresso e il fare giustizia nel mondo umano è il progetto attivistico che viene proposto anche in queste parole: «La natura intima o la sostanza di una cosa non si conosce soltanto dalla somma o dalla combinazione di tutte le cause che l'hanno prodotta, si conosce ugualmente dalla somma delle sue diverse manifestazioni o da tutte le azioni che essa esercita all'esterno. Ogni cosa è ciò che fa [...] il suo agire e il suo essere sono tutt'uno».
L'uomo può divenire il campione dell'azione etica di cambiare il mondo per renderlo più giusto ed equo. Però, per arrivare a questo, non è sufficiente solo pensare bene e proporre idee innovative e giuste: bisogna agire. Ma agire significa anche produrre il nuovo: "Siccome ogni cosa in tutta l'integrità del suo essere non è altro che un prodotto, le sue proprietà o i suoi diversi modi di azione sul mondo esterno, che come abbiamo visto costituiscono tutto il suo essere, sono anch'essi necessariamente dei prodotti" (cit., p. 150). L'uomo di Bakunin, agendo, produce ciò che intende diventare, e ciò che l'uomo è e sarà è il "prodotto" del suo agire nel rimodellare un mondo dominato da una cieca necessità che produce ingiustizia. L'uomo può quindi prendere il posto di un Dio che non esiste, e "ricreare" un mondo migliore secondo la sua volontà.

### Lo Stato e il Capitale
La dottrina dello Stato di Bakunin è ciò che differenzia, fin dalla loro formazione, le due correnti del socialismo ottocentesco e novecentesco. Lo Stato, secondo entrambe le fazioni, è l'insieme degli organi polizieschi, militari, finanziari ed ecclesiastici che permettono alla classe dominante (la borghesia) di perpetuare i suoi privilegi. La differenza sta nell'utilizzo dello Stato durante il periodo rivoluzionario.
Per i marxisti, infatti, prima del comunismo vi è una fase transitoria di socialismo, la dittatura del proletariato. In questa fase, il potere dal punto di vista sociale e lo Stato stesso sono nelle mani del proletariato, che se ne serve per sconfiggere il nemico e solo successivamente lo abolisce nel raggiungimento della libertà, che per i marxisti è il comunismo. 
Secondo Bakunin e tutti gli anarchici, invece, lo Stato non può che essere usato contro il proletariato, in quanto strumento della borghesia. Gli anarchici sostengono che non sia possibile che l'intera classe proletaria amministri lo Stato, in quanto esso è per definizione gerarchico (ed è la ragione per cui gli anarchici vogliono abolirlo), e verrà quindi a crearsi una classe burocratica che pensando ai propri interessi diventerà una tirannia. 

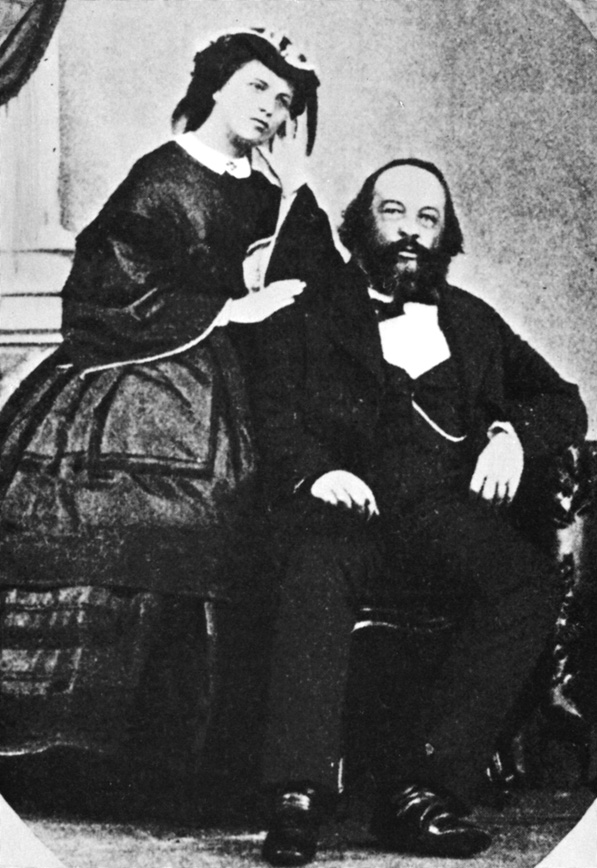
Bakunin e la moglie Antonia Kwiatkowska (3 giugno 1861)

Bakunin temeva l'inevitabile formazione di una "burocrazia rossa", padrona dello Stato e nuova dominatrice. L'uguaglianza e quindi la libertà, secondo il pensatore russo, non possono esistere nella società marxista. Lo Stato va quindi abbattuto in fase rivoluzionaria; se lo Stato è l'aspetto politico dello sfruttamento della borghesia, il Capitale ne è quello economico. Qui le differenze dal Marxismo sono inesistenti (basti pensare che il primo libro de Il Capitale fu tradotto in russo proprio da Bakunin).
La differenza tra la concezione marxiana e quella bakuniniana del Capitale è che per Bakunin questo non è elemento fondante dello sfruttamento. Anche se non esplicitato, nella sua opera non viene fatto riferimento alcuno alla concezione materialistica della storia (che prevede l'aspetto economico della società come basilare per l'analisi della stessa).

### La rivoluzione
Un aspetto importante del pensiero di Bakunin è l'azione rivoluzionaria. Bakunin ha perseguito per tutta la vita questo scopo e, in alcune parti della sua opera, sono rintracciabili le linee guida della concezione rivoluzionaria del pensatore russo.
In primo luogo la rivoluzione deve essere essenzialmente popolare: il senso di questa affermazione va ricercato ancora nel contrasto con Marx. I comunisti credevano in un'avanguardia che dovesse guidare le masse popolari attraverso il cammino rivoluzionario. Bakunin invece prevedeva una società segreta che avrebbe dovuto solamente sobillare la rivolta, la quale poi si sarebbe auto-organizzata dal basso.
Altra differenza con il marxismo è l'identificazione del soggetto rivoluzionario. Se Marx vedeva nel proletariato industriale la spina dorsale della rivoluzione (mettendolo in contrapposizione con una classe agricola reazionaria), Bakunin credeva che l'unione tra il ceto contadino e il proletariato fosse l'unica possibilità rivoluzionaria. Marx, in alcuni suoi scritti, non nega la possibilità che il trionfo del proletariato possa giungere senza spargimenti di sangue. Bakunin è invece categorico su questo punto: la rivoluzione, essendo spontanea e popolare, non può essere altro che violenta.

### L'anarchia
Bakunin ha preferito non affrontare approfonditamente il problema del dopo rivoluzione, limitandosi a dare qualche idea di fondo. Se avesse dato indicazioni precise sul funzionamento delle società anarchiche, infatti, avrebbe negato la necessità di autodeterminazione delle stesse. Innanzitutto, il pensiero anarchico di Bakunin è basato sull'assenza dello sfruttamento e del governo dell'uomo sull'uomo.
La produzione industriale e agricola è fondata non più sull'azienda, ma sulle libere associazioni, composte, amministrate e autogestite dai lavoratori stessi attraverso le assemblee plenarie. L'aspetto della partecipazione diretta del popolo alla politica, ripresa dal pensiero di Proudhon, è fondata sul cosiddetto federalismo libertario, teoria che prevede una scala di assemblee organizzate dal basso verso l'alto, dalla periferia al centro.
La differenza fondamentale tra l'organizzazione anarchica voluta da Bakunin e una concezione autoritaria della società consiste nella direzione delle decisioni. Se dieci libere associazioni (fabbriche, unità territoriali, ecc) sono federate in un'associazione più grande, quest'ultima non può imporre nulla alle associazioni-membro, in nessun caso. Sono i membri delle associazioni più piccole che, riunendosi assieme, possono decidere forme di collaborazione e di reciproco aiuto, quindi il processo decisionale va dal basso all'alto.
Naturalmente Bakunin non è contrario in senso assoluto alla delega, perciò le assemblee delle federazioni non devono necessariamente essere plenarie; ma il mandato è sempre revocabile e il mandatario deve obbedire all'assemblea che lo ha nominato.

### Il maestro comune di una generazione di rivoluzionari: Hegel
Alla morte di Bakunin risulta molto significativa una lettera che Friedrich Engels inviò a Charles Rappoport nella quale il filosofo, dopo aver sintetizzato gli elementi che distinguevano il suo pensiero (e quello di Marx) da quello di Bakunin, con cui aveva polemizzato per mezzo secolo senza cedimento alcuno, alla fine concludeva con queste parole: «Ma bisogna rispettarlo - ha capito Hegel».
Il filosofo tedesco infatti è stato la sorgente a cui ha attinto un'intera generazione di rivoluzionari che attraverso la negazione della negazione hanno dato del filo da torcere alle nuove classi dominanti e al sistema di gestione dell'economia capitalistica, proponendo l'alternativa di una società a direzione anarco-comunista.
Engels era consapevole dell'importanza di Hegel e per questo motivo, nonostante le divergenze, vedeva in Bakunin un interlocutore rispettabile.

## Analisi critica diStato e Anarchia

### Il testo
Questo è il testo più noto di Bakunin, in cui egli espone la sua posizione rispetto al mondo a lui contemporaneo: l'Europa della fine dell'Ottocento, dal punto di vista di un pensatore russo e anarchico. Della Russia traspare l'interesse alle sorti del mondo slavo e la preoccupazione della contrapposizione tra pangermanesimo e panslavismo. Ma il suo interesse è rivolto generalmente a tutto il mondo, con particolare attenzione a quella Europa in fermento sociale.
I movimenti operai, l'Internazionale e la Rivoluzione sociale incombente sono le condizioni storiche e sociali che fanno da contorno alla sua visione dello Stato. Il testo in sé non ha una struttura individuabile, ma si presenta come una lunga serie di dissertazioni concatenate tra loro, sui più svariati argomenti di storia, politica, riflessione sociale e filosofia, oltre che di polemica con i marxisti e contro tutte le istituzioni esercitanti una qualche autorità.
In questo discorso si manifesta l'anarchia come modello sociale ideale ma, come ogni dottrina politica votata all'azione, considerato veramente realizzabile. In sostanza questo testo può essere visto come una sorta di breviario di “epistemi”, una fonte di slogan e concetti forti espressi all'interno di un discorso sullo Stato come fonte di oppressione, un manuale del rivoluzionario anarchico che trova buona parte della sua forza persuasiva nella sua struttura anch'essa anarchica, senza divisione in capitoli e ragionata come un flusso di coscienza, di cui l'argomento ricorrente è lo Stato oppressore e la necessità da parte del proletariato di liberarsene.

### La concezione dello Stato
(M. Bakunin, Stato e anarchia, Feltrinelli, Milano 1968, p. 32)
In questo passaggio è chiara la posizione che Bakunin assume nei confronti dello Stato il quale, se non verrà abolito, non ha alcuna via di scampo che di instaurarsi "nella sua forma più sincera oggi possibile, e cioè sotto la forma della dittatura militare o di un regime imperiale".

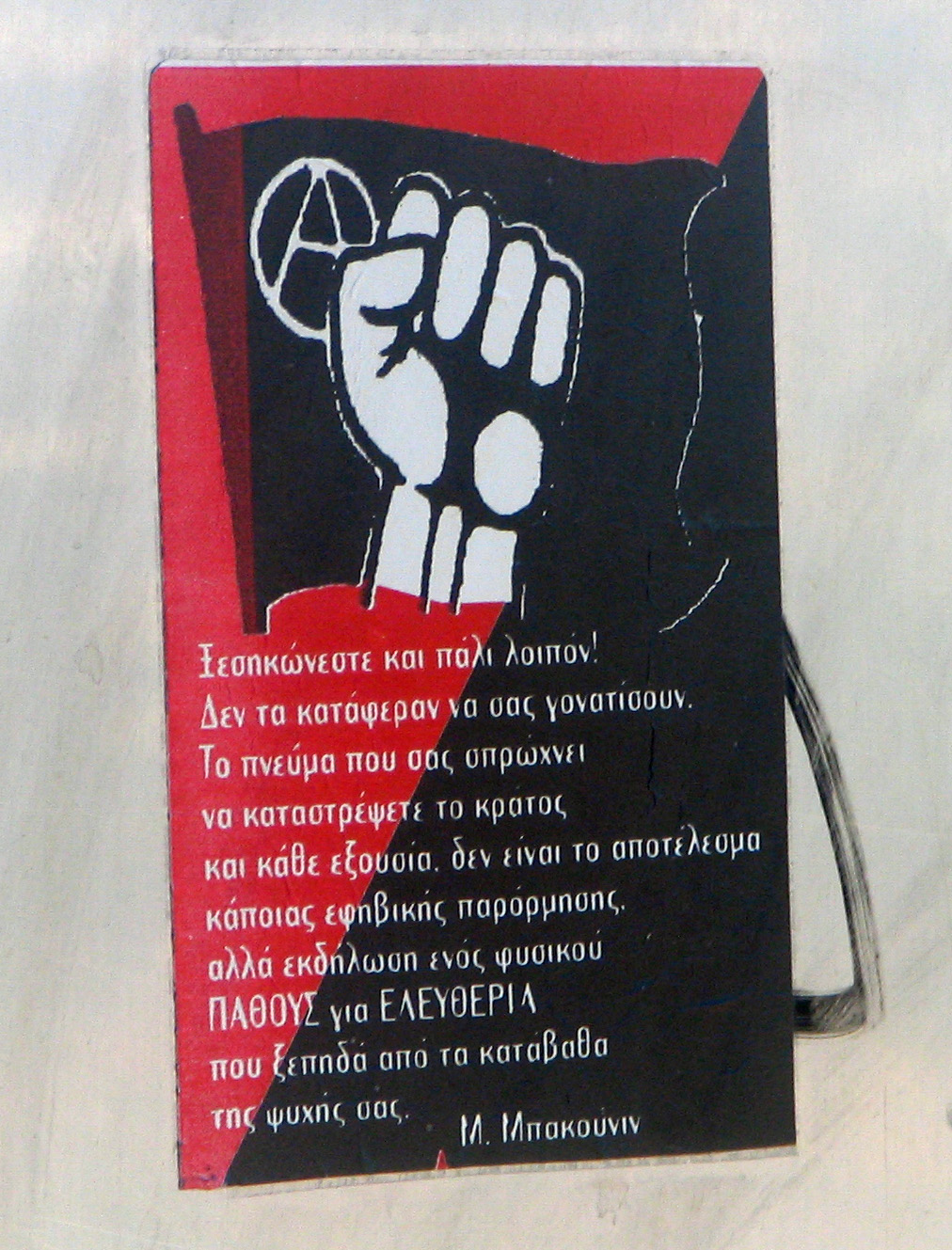
Un poster anarchico a Salonicco con citazioni di Bakunin: «Lo spirito e la voglia di distruggere lo stato e qualsiasi tipo di autorità non solo non sono il risultato di un impulso immaturo adolescenziale, ma sono la manifestazione di una naturale passione per la libertà, che rimbalza dalle profondità delle vostre anime».

Ossia, nel momento storico di grande fermento sociale e di esperienze rivoluzionarie da poco passate e destinate a ripresentarsi l'indomani della Grande guerra, la lotta tra bene e male è la lotta tra l'istituzione statale e quindi lo spirito reazionario della classe borghese e la Rivoluzione, strumento della classe proletaria oppressa.
Lo Stato in quanto tale e solo perché emanazione e strumento dell'esercizio di un'autorità è la fonte della dominazione che la borghesia perpetra ai danni del popolo, difendendo la disparità sociale e la divisione del lavoro, in cui il vero sforzo è sostenuto dal proletariato, in cui i profitti del lavoro sono intascati dai padroni, in cui l'autorità, per mezzo della violenza, è esercitata sempre da una classe a dispetto dell'altra in ogni campo, anche grazie alla cultura, non distribuita in maniera ugualitaria e utilizzando giustificazioni morali tra le più disparate, per ottenere sempre lo stesso risultato anche nello stato repubblicano.
Infatti dice ancora Bakunin:
È forse questo un passaggio tra i più originali dell'autore, che si scaglia, prima ancora che contro la disparità economica, contro la cultura alta, contro l'idealismo di cui continuano dopotutto a essere figlie le teorie di Marx e di Engels, ma anche di un altro noto pensatore della socialdemocrazia tedesca, Wilhelm Liebknecht, dei quali, oltretutto è messa in evidenza la sostanziale corrispondenza di interessi con lo Stato autoritario e al limite con il nazionalismo, nella partecipazione alla vita politica del Reich tramite le forme classiche del partito politico (il partito socialdemocratico, appunto) "partito niente affatto popolare dato che per tendenze, finalità e mezzi di lotta è un partito puramente borghese".
La polemica con i marxisti toccò direttamente lo stesso Marx, di cui troviamo una serie di appunti proprio intorno a questo testo e nei quali è possibile notare la forte distanza tra due visioni che si interessano del potere da prospettive contrapposte: per Marx l'inizio della rivoluzione sociale avviene con la distruzione delle condizioni economiche del capitalismo, padre di ogni disparità di classe, mentre Bakunin è preoccupato delle conseguenze più immediate di una rivoluzione finalizzata al dominio da parte del proletariato di tutta la società, poiché ogni sottomissione a uno Stato non cambierebbe la condizione del proletariato, che continuerebbe a essere dominato.
Un altro punto fondamentale riguardo allo Stato è che, ad avviso di Bakunin,:
In questo breve passaggio, che sembra poter davvero assumere la forma dello slogan, si ritrova quello che è un concetto che ritornerà più volte nella teoria politica di molte epoche, non da ultimo la teoria giuridica, in cui lo Stato è visto come l'unico autorizzato all'esercizio legittimo della forza.
Marx, sempre attivo nel polemizzare con Bakunin, lesse il suo opuscoletto ("Stato e anarchia"), e vi scrisse dei commenti. Eccone uno stralcio:
- Bakunin: «Ci sono circa 40 milioni di tedeschi. Saranno tutti membri del governo?»
  - Marx: «Certamente, perché tutto inizia con l'autogoverno del bene comune»
- Bakunin: «Il suffragio universale tramite il quale il popolo intero elegge i suoi rappresentanti e i governanti dello Stato - questa è l'ultima parola dei marxisti e della scuola democratica. Tutte queste sono menzogne che nascondono il dispotismo di una minoranza che detiene il governo, menzogne tanto più pericolose in quanto questa minoranza si presenta come espressione della cosiddetta volontà popolare»
  - Marx: «Con la collettivizzazione della proprietà, la cosiddetta volontà popolare scompare per lasciare spazio alla volontà reale dell'ente cooperativo»
- Bakunin: «Risultato: il dominio esercitato sulla grande maggioranza del popolo da parte di una minoranza di privilegiati. Ma, dicono i marxisti, questa minoranza sarà costituita da lavoratori. Si, certo, ma da ex lavoratori che, una volta diventati rappresentanti o governanti del popolo, cessano di essere lavoratori»
  - Marx: «Non più di quanto un industriale oggi cessi di essere un capitalista quando diventa membro del consiglio comunale»
- Bakunin: «E dall'alto dei vertici dello Stato cominciano a guardare con disprezzo il mondo comune dei lavoratori. Da quel punto in poi non rappresentano più il popolo, ma solo se stessi e le proprie pretese di governare il popolo. Chi mette in dubbio ciò dimostra di non conoscere per niente la natura umana»
  - Marx: «Se solo il signor Bakunin avesse la minima familiarità anche solo con la posizione di un dirigente di una cooperativa di lavoratori, butterebbe alle ortiche tutti i suoi incubi sull'autorità»

### L'anarchia

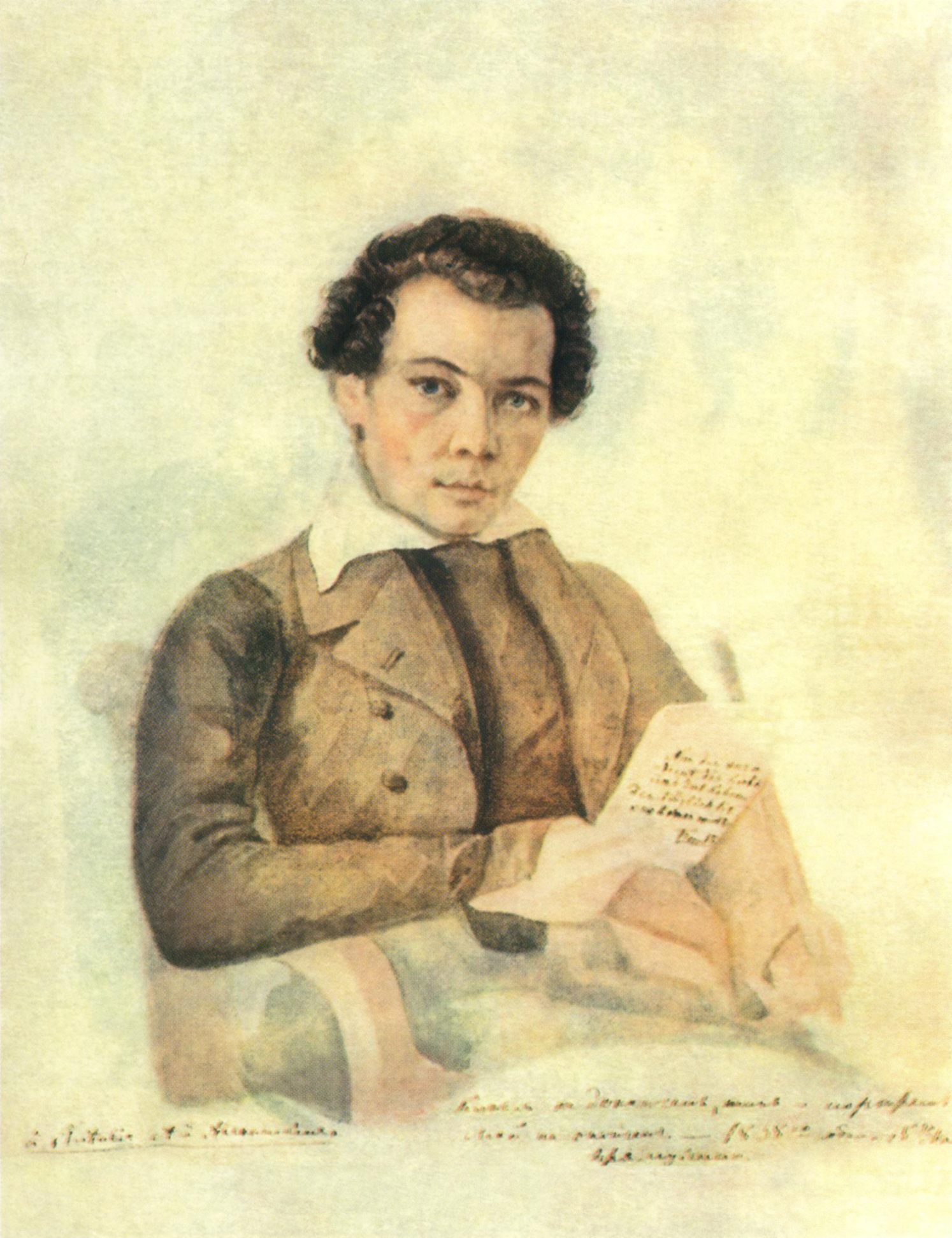
Autoritratto del giovane Bakunin
(15 maggio 1838)

Dato che ogni forma di Stato è una forma di dominio di classe (non importa quale sia la classe, borghesia, aristocrazia dell'intelletto, o monarchia, o quant'altro) viene spontaneo da chiedersi, quale sia allora la società ideale per Bakunin.
In genere il suo interesse è per una forma di autogoverno, un'amministrazione di se stessi e della società che vada dal basso verso l'alto, nella convinzione che solo in questo modo si possa dare libertà al popolo di decidere veramente che cosa sia meglio per se stesso, essendo il popolo l'unico in grado di sapere veramente che cosa sia questo meglio. Tuttavia non è assente un progetto politico di organizzazione della società che sia alternativa allo Stato:
(M. Bakunin, Stato e anarchia, Feltrinelli, Milano 1968, p. 45)
Come giustificare la presenza di un obbligo per tutti di lavorare senza un'autorità garante? Un modo per risolvere l'apparente contraddizione è quello di considerare la visione di Bakunin nell'ottica del populismo, che aveva buon seguito nella Russia di quegli anni, grazie al quale Il Capitale di Marx entrò in quel paese a soli 5 anni dalla sua prima edizione in Germania.
Del populismo, Bakunin sembra condividere l'esaltazione della vita dei contadini, della loro superiorità rispetto al proletariato urbano più corrotto e interessato all'accentramento sul modello statalista. Il contadino in definitiva ignorante e puro, che vive nella mir, comunità agricola tipica della Russia, che si può immaginare ancora come una "Gemeinschaft", dalla quale possa poi emanare quell'autorità necessaria a garantire l'obbligatorietà del lavoro, che è lavoro manuale, per tutti. Oppure bisogna ipotizzare che per Bakunin l'uomo sia naturalmente buono, non aggressivo e viva di imperativi categorici. Questa seconda visione non sembra condivisibile, tenendo soprattutto conto della sua visione della Rivoluzione Sociale (vedi di seguito). A chiarire il problema interviene bene quest'altro passaggio:
(M. Bakunin, Stato e anarchia, Feltrinelli, Milano 1968, p. 167-168)

## Critiche
Bakunin è stato accusato da marxisti e leninisti di essere un autoritario criptico.
Nella sua lettera a Albert Richard, scrisse che "esiste un unico potere e una dittatura la cui organizzazione è salutare e flessibile: è quella dittatura collettiva e invisibile di coloro che sono alleati nel nome del nostro principio". Tuttavia, i seguaci di Bakunin affermano che questa "dittatura invisibile" sia usata in senso metaforico e non sia una dittatura nel senso convenzionale della parola. Bakunin fu infatti attento nel precisare che i suoi membri non avrebbero esercitato alcun potere politico ufficiale: "questa dittatura sarà molto più salutare ed efficace non essendo abbigliata da alcun potere ufficiale o personaggio intrinseco".
Lo storico anarchico Max Nettlau descrive il panslavismo di Bakunin come il risultato di una psicosi nazionalista dalla quale pochi sono esenti. Rivoluzionario e attivista durante le sollevazioni in seno alla primavera dei popoli, in seguito della rivolta di Dresda del maggio 1849, Bakunin venne arrestato, internato prima nella fortezza di Pietro e Paolo di San Pietroburgo, e poi trasferito in Siberia, riuscendo a fuggire nel 1861.
La pubblicazione di Confessione del 1851, scritta, o estorta, come facilmente si può intuire, nella prima parte dei suoi dodici anni di prigionia zarista, venne usata per attaccare Bakunin, poiché in tale testo egli chiedeva grazia all'Imperatore per i suoi peccati e lo supplicava di porsi a guida degli slavi sia come padre sia come redentore.
Bakunin era un convinto oppositore del potere economico in mano a famiglie di tradizione ebraica, e ciò gli ha procurato accuse di antisemitismo.
Bakunin manifestò questi suoi sentimenti nel dibattito con Karl Marx; affermò infatti che il comunismo marxiano, insieme ai cartelli bancari internazionali associati con la famiglia Rothschild, fosse parte di un'organizzazione ebraica di sfruttamento globale:
"Questo mondo ebraico, consistente in un'unica setta sfruttatrice, una razza di persone succhia sangue, un genere di parassita collettivo distruttore organico, che va non solo oltre le frontiere degli Stati, ma [anche] dell'opinione politica, questo mondo è ora, perlomeno in buona parte, al servizio di Marx da una parte, e dei Rotschild dall'altra...ciò potrebbe sembrare strano. Cosa può esservi in comune tra il socialismo e una banca centrale? Il punto è che il socialismo autoritario, il comunismo Marxista, richiede una forte centralizzazione dello stato. E dove c'è la centralizzazione dello Stato deve esserci necessariamente una banca centrale, e dove tale banca esiste, potrà essere trovata la parassitaria nazione ebraica, nell'atto di speculare sul Lavoro del popolo".
L'antisemitismo di Bakunin potrebbe a sua volta derivare da quello di Proudhon,, considerando la notevole influenza che il pensatore francese esercitò su Bakunin.
Allo stesso modo, però, vi è da sottolineare come lo stesso Karl Marx si espresse in tal senso, dove nelle lettere personali parlò di una “Ramsgate piena di pulci e di ebrei” anche se lo stesso teorico era di famiglia ebraica e dedicò un'opera critica sull'antisemitismo, così come moltissimi pensatori fondamentali dell'epoca moderna, quali Kant (“l'ebraismo non costituisce una confessione ma una Repubblica a parte”, Critica della Ragion Pratica; nell'Antropologia definì i “palestinesi che vivono tra di noi” come “imbroglioni”), o Hegel, che si limitò a teorizzare “l'inferiorità dell'ebraismo rispetto al cristianesimo” e di Arthur Schopenhauer (“l'ebraismo e la Bibbia rappresentavano il polo errato”).
Probabilmente tali espressioni sono da inserire in un generale contesto di identificazione fra ebraismo e classi dominanti.
Il suo eurocentrismo si manifestò in un auspicio verso la creazione degli Stati Uniti d'Europa, nel suo supporto al colonialismo Russo, in particolare per quello praticato dal suo parente e protettore il conte Nikolaj Nikolaevič Murav'ëv-Amurskij, e nella sua indifferenza verso il Giappone e i contadini giapponesi durante e dopo la sua breve permanenza a Yokohama (Il Giappone era riconosciuto come la nazione asiatica più predisposta alla rivoluzione in seguito al Rinnovamento Meiji del 1866-1869). Probabilmente, però, bisogna utilizzare il termine di "Stati Uniti d'Europa" nel senso che i Repubblicani rivoluzionari (come Bakunin fu da giovane) attribuivano all'epoca dell'Associazione Internazionale dei Lavoratori, ovvero della fratellanza di tutti i lavoratori del Continente (come descritto da Kropotkin nel 2° libro delle sue "Memorie di un Rivoluzionario").

## Nella letteratura
Michail Bakunin è il protagonista del romanzo di Riccardo Bacchelli: Il diavolo al Pontelungo, uscito nel 1927.
Michail Bakunin è tra i protagonisti di The Coast of Utopia, opera del drammaturgo inglese Tom Stoppard che ripercorre i trentacinque anni di storia russa che vanno dal 1833 al 1868, insieme ad altri membri della intelligencija russa di quegli anni, come il rivoluzionario e filosofo Aleksandr Ivanovič Herzen, il critico letterario Vissarion Grigor'evič Belinskij, il romanziere Ivan Sergeevič Turgenev e altri ancora.

## Citazioni cinematografiche
- Nella miniserie televisiva in quattro puntate del 1982 Il diavolo al Pontelungo, per la regia di Pino Passalacqua, tratto dall'omonimo romanzo di Riccardo Bacchelli, Bakunin è interpretato da Paolo Bonacelli. Carlo Cafiero è interpretato da Flavio Bucci. Altri interpreti Rolanda Benac, Nando Gazzolo, Micaela Pignatelli, Mariolina Bovo, Giampiero Albertini, Massimo Ghini[31][32].
- Nel film Giù la testa di Sergio Leone, Mallory (James Coburn) parla con Juan Miranda (Rod Steiger) della rivoluzione e alla fine butta via il libro che stava leggendo: The Patriotism di Bakunin.[33].
- Nel film La Grande Guerra di Mario Monicelli, con Alberto Sordi e Vittorio Gassman, quest'ultimo menziona: "...ma l'avete mai letto il Bakunin?...ah ecco, al primo nome difficile marcano visita".
- Nel film Il figlio di Bakunin di Gianfranco Cabiddu, tratto dall'omonimo libro dello scrittore sardo Sergio Atzeni, il proprietario di una calzoleria in un paesino di minatori vive con spirito libertario e indipendente, al punto di avere ricevuto da tutti il soprannome di Bakunin.
- Nel film Morte di un matematico napoletano di Mario Martone del 1992, si narra la storia di Renato Caccioppoli, matematico italiano, figlio di Giuseppe (1852-1947), noto chirurgo napoletano, e della sua seconda moglie Sofia Bakunina (1870-1956), figlia di Michail Bakunin. In particolare la pellicola tratta degli ultimi tempi della vita e del suicidio di Caccioppoli.
- Nel film Romanzo di una strage di Marco Tullio Giordana del 2012, il questore Marcello Guida invita il commissario Luigi Calabresi a non fare domande, ma piuttosto torchiare "...tutti questi Bakunin..." (frequentatori del circolo anarchico Ponte della Ghisolfa, tra cui Giuseppe Pinelli e Pietro Valpreda) riguardo ai fatti di Piazza Fontana.

## Opere scritte
- M. Bakunin, Considérations philosophiques sur le fantôme divin, le monde réel et l'Homme, 1871.

### Opere complete
- M. Bakunin, Opere complete, 8 voll., Edizioni Anarchismo, 1976-2009.

Le opere complete di Michail Bakunin sono a cura di Arthur Lehning dell'Internationaal Instituut Voor Sociale Geschiedenis di Amsterdam. Vol. 1: La Prima Internazionale e il conflitto con Marx. Scritti e materiali (1871-1872). Vol. 2: La questione germano-slava. Il comunismo di Stato (1872). Vol. 3: Stato e Anarchia. Dove andare, cosa fare (1873). Vol. 4: La polemica con Mazzini. Scritti e materiali (1871-1872). Vol. 5: Rapporti con Necaev (1870-1872). Vol. 6: Relazioni slave (1870-1975). Vol. 7: La guerra franco-tedesca e la rivoluzione sociale in Francia (1870-1871). Vol. 8: L'Impero knut-germanico e la rivoluzione sociale (1870-1871).

### Altri scritti tradotti in italiano e pubblicati come singoli volumi
- M. Bakunin, Il socialismo e Mazzini: lettera agli amici d'Italia, Roma Firenze, F. Serantoni, 1905.
- M. Bakunin, Dio e lo Stato, Genova, Edizioni RL, 1966.
- M. Bakunin, Stato e anarchia (1873), Milano, Feltrinelli, 1968.
- M. Bakunin, a cura di S. Dolgoff, Libertà, uguaglianza, rivoluzione: scritti scelti del grande rivoluzionario anarchico, Milano, Antistato, 1972.
- M. Bakunin, Rivolta e libertà, Editori Riuniti, 1973.
- M. Bakunin, Azione collettiva e coscienza operaia. L'Internazionale dei lavoratori contro il capitale, Milano, La Salamandra, 1977.
- M. Bakunin, Confessione, Ragusa, La Fiaccola, 1977.
- M. Bakunin, Organizzazione anarchica e lotta armata. Lettera ad uno svedese, Ragusa, La Fiaccola, 1978.
- M. Bakunin, Gli Orsi di Berna e l'Orso di Pietroburgo, Lugano, La Baronata, 1978.
- M. Bakunin, Tre conferenze sull’anarchia (1871), Ed. it Roma, ilmanifestolibri, 1996.
- M. Bakunin, tr. Edy Zarro, Considerazioni filosofiche, Lugano, La Baronata, 2000.
- M. Bakunin, Dio e lo Stato, Pisa, BFS edizioni, 2008.
- M. Bakunin, La reazione in Germania, Edizioni Anarchismo, 2009.
- M. Bakunin, a cura di G. Berti, La libertà degli uguali, Milano, Elèuthera, 2009.
- M. Bakunin, a cura di L. Pezzica, Viaggio in Italia, Milano, Elèuthera, 2013.
- M. Bakunin, Dio e lo Stato, Edizioni Anarchismo, 2013.
- M. Bakunin, Circolare agli amici d'Italia, Robin, 2013.
- M. Bakunin, Lettera a Nečaev, Edizioni Anarchismo, 2016.
- M. Bakunin, Scritto contro Marx, Edizioni Anarchismo, 2016.
- M. Bakunin, La scienza e la questione vitale della rivoluzione, Edizioni Anarchismo, 2016.
- M. Bakunin, Dove andare, cosa fare?, Edizioni Anarchismo, 2016.
- M. Bakunin, La Comune e lo Stato, Edizioni Anarchismo, 2016.
- M. Bakunin, Il principio dello Stato, Edizioni Anarchismo, 2016.